# Conquest of the New World
A Conquest of the New World egy körökre osztott számítógépes stratégiai játék, melyet a Quicksilver fejlesztett és az Interplay adott ki 1996-ban. Egyjátékos és többjátékos játékmóddal is rendelkezik, utóbbi különlegessége a PBEM játékmód, melynek köszönhetően egymásnak e-mailben küldött lépésekkel is játszható. A játék Deluxe verziója 1997-ben jelent meg, 1999 novemberében a PC Guruhoz teljes játékként mellékelték.

## Játékmenet
A játékos különféle egységeket irányíthat a térképen (felfedezők, kolonisták, katonák), mely kezdetben teljesen ki van takarva, így ránk vár a felfedezése. Hegyeket, síkságokat, vagy épp folyókat fedezhetünk fel, a jelentősebb pontokat pedig az a játékos nevezheti el, aki először találja meg azokat. Miután megfelelő méretű területet fedeztünk fel, szükséges egy kolónia létrehozása és annak önfenntartóvá válása. Ennek érdekében építhetünk fűrészmalmokat, létrehozhatunk bányákat, építkezhetünk és farmokat létesíthetünk. Ha elég nagy a kolónia, akkor terjeszkedni kezd, újabb településeket pedig újabb kolonistákkal hozhatunk létre. Emellett hadsereget is fenn kell tartanunk, hogy megvédjük kolonistáinkat a rájuk fenyegető veszélyektől, s hogy végül a gyarmatunk kivívhassa függetlenségét.
Hat különböző népet választhatunk, ebből öt európai gyarmatosító, a hatodik pedig egy indián törzs.
A játékmenet körökre osztott, akárcsak a csaták, melyek egy 3x4-es négyzethálón játszódnak. A győzelemhez vagy végeznünk kell az összes ellenséges egységgel, vagy meg kell szereznünk a zászlójukat. A játéktérkép izometrikus kétdimenziós, térhatású elemekkel.
Minden kolóniának van egy központja, eköré kell felépítenünk magát a települést. A legtöbb épület fejleszthető is, így növelve a produktivitást. A nyersanyagokat nemcsak építkezésre és fejlesztésre fordíthatjuk, hanem kereskedhetünk is velük.
A játék megnyerésének módja megváltoztatható: így lehet a klasszikus módon is nyerni (minden ellenféllel végzünk), de lehet például egy meghatározott pontszám eléréséhez kötni a győzelmet.

## Fogadtatás
A Next Generation szaklap kritikája szerint a játék nem olyan addiktív, mint riválisai, a Civilization II, vagy a Sid Meier's Colonization, és a hobbijátékosok számára is kevésbé tetszetős lehet az interfész, de egyszerűsége és az előre gondolkodás megkövetelése miatta  vérbeli stratégiai játékosok kedvence lehet. Külön kiemelte, hogy a hadsereg vagy a kolóniafejlődés automatizálható is, ha azzal nem szeretnénk foglalkozni. A GameSpot szerint a játék nem annyira száraz, mint más történelmi szimulátorok. A csaták annak ellenére, hogy rövidek, komoly taktikát követelnek meg, és dicséretes az objektumok elnevezhetőségének lehetősége valamint az akkoriban még ritkábbnak mondható többjátékos üzemmód.
A játékból 2000-ig kb. 500 ezer darabot adtak el, azóta pedig különféle digitális áruházak kínálatába is felkerült.

## Forráshivatkozások
1. ↑  Conquest of the New World (angol nyelven). GameSpot. (Hozzáférés: 2020. november 12.)
2. ↑  Conquest of the New World Review (amerikai angol nyelven). GameSpot. (Hozzáférés: 2020. november 12.)
3. ↑  Conquest of the New World. web.archive.org, 2007. március 11. [2007. március 11-i dátummal az eredetiből archiválva]. (Hozzáférés: 2020. november 12.)
4. ↑  Conquest of the New World Tops 500,000 Units Sold News. web.archive.org, 2005. február 19. [2005. február 19-i dátummal az eredetiből archiválva]. (Hozzáférés: 2020. november 12.)

## Fordítás
Ez a szócikk részben vagy egészben  a   Conquest of the New World című angol Wikipédia-szócikk ezen változatának fordításán alapul.  Az eredeti cikk szerkesztőit annak laptörténete sorolja fel. Ez a jelzés csupán a megfogalmazás eredetét és a szerzői jogokat jelzi, nem szolgál a cikkben szereplő információk forrásmegjelöléseként.